# Sebkha Tah
La Sebkha Tah est une sebkha située au sud du Maroc dans la Région de Laâyoune-Boujdour-Sakia el Hamra près de la ville de Tarfaya.

## Géographie
À 55 mètres au-dessous du niveau de la mer, ce bassin constitue le point le plus bas du pays.
La dépression s’étend sur environ 30 km de long et 10 km de large. Elle possède une superficie d’à peu près 250 km2 et une hauteur de 60 m.

## Histoire

### Projet hybride Sebkha Tah
Un projet prévoit de coupler le haut potentiel éolien de la région de Tarfaya et le dénivelé entre l'océan et la sebkha pour produire de l'énergie électrique à la demande.
L'eau pompée dans l'océan alimenterait des turbines hydrauliques avant d'arriver dans la sebkha Tah 55 mètres plus bas. Une partie de l'énergie produite par les éoliennes, quand elle serait disponible, serait utilisée pour alimenter des pompes refoulant vers l'Océan l'eau stockée dans le bassin.